# Seykvand
Seykvand (persiska: سِيكَوَندِ چَواری, سَگوَند, سيكوَند, Seykavand-e Chavārī, سیکوند) är en ort i Iran.   Den ligger i provinsen Lorestan, i den nordvästra delen av landet, 400 km sydväst om huvudstaden Teheran. Seykvand ligger 1 834 meter över havet och antalet invånare är 301.
Terrängen runt Seykvand är varierad. Runt Seykvand är det ganska tätbefolkat, med 56 invånare per kvadratkilometer. Närmaste större samhälle är Nūrābād, 10,8 km söder om Seykvand. Trakten runt Seykvand består i huvudsak av gräsmarker.